# Соловей Валерій Дмитрович
Вале́рій Дми́трович Солове́й (19 серпня 1960 , Щастя, Луганська область ) — російський історик, політичний аналітик, публіцист і громадський діяч. Доктор історичних наук. Найбільш відомий просуванням конспірологічних теорій.
У минулому — завідувач кафедри зв'язків з громадськістю МДІМВ. Прихильник тимчасової російської окупації Криму.

## Біографія
Народився 19 серпня 1960 року в Щасті на Луганщині в родині енергетиків. Дитинство провів на Заході України в Бурштині на Івано-Франківщині. У підлітковому віці з батьками жив на Кубі.
У 1983 році закінчив історичний факультет МДУ.
З 1983 по 1993 рік — аспірант і співробітник інституту історії СРСР АН СРСР (нині інститут російської історії РАН).
У 1987 році захистив кандидатську дисертацію на тему «Роль інституту червоної професури у становленні радянської історичної науки та розробці проблем вітчизняної історії, 1921—1938 рр.», ставши кандидатом історичних наук.
З 1993 року — експерт «Горбачов-фонду».
У травні — вересні 1995 року пройшов стажування в Лондонській школі економіки і політичних наук.
У 2005 році захистив докторську дисертацію на тему «„російське питання“ і його вплив на внутрішню і зовнішню політику Росії (початок XVIII — початок XXI ст.)», доктор історичних наук.
З 2009 року — член Експертної ради міжнародного аналітичного журналу «Геополітика».
Коло наукових інтересів: сучасна російська політика і політична історія, російська ідентичність; член редколегії журналу «Вільна думка-XXI».
Був науковим керівником російського націоналіста Володимира Тора, який в 2011 році захистив дисертацію, яка є, згідно з даними Lenta.ru, плагіатом ряду інших робіт різних авторів. Вища атестаційна комісія (ВАК) залишила в силі рішення про присвоєння Тору ступеня кандидата історичних наук.
У січні 2012 року очолив робочу групу з формування політичної партії націоналістичного спрямування «Нова сила». 6 жовтня 2012 року на установчому з'їзді партії «Нова сила» був обраний головою партії. 25 червня 2013 року Мін'юст відмовив «Новій силі» у державній реєстрації. В березні 2016 року Соловей зазначив в інтерв'ю, що партія «заморожена в зв'язку з тим, що нам погрожували репресіями».
29 листопада 2017 року увійшов у передвиборний штаб голови Партії Росту Бориса Титова, де курирував ідеологію. Був довіреною особою свого кандидата і представляв його на передвиборних дебатах.
Виступаючи в ЗМІ, Соловей регулярно критикує чинну федеральну владу та особисто президента Володимира Путіна.
У червні 2019 року його контракт в МДІМВ минув. Керівництво вузу попросив професора покинути навчальний заклад, оскільки він «веде антидержавну пропаганду і підриває політичну стабільність». 19 червня 2019 року Соловей повідомив, що під тиском і з політичних причин припиняє викладацьку діяльність, звільняється з МДІМВ і починає писати книгу на замовлення великого європейського видавництва.
20 березня 2020 року радіо «Ехо Москви» на вимогу Роскомнадзора видалило зі свого сайту відео і стенограму передачі «Особлива думка» від 16 березня 2020 року, в якій Соловей, зокрема, заявив, що, за його даними, російські власті приховують справжні цифри про смертності від коронавіруса. Соловей стверджував, що в Росії від захворювання померло 1600 чоловік, а кількість інфікованих оцінюється в 130—180 тисяч. При цьому, за офіційними даними, на 16 березня в Росії було менше 100 інфікованих і жодного померлого від COVID-19. За поясненням головного редактора сайту радіостанції Віталія Рувінського, слова Солов'я були думкою запрошеного експерта. Того ж дня Генеральна прокуратура РФ назвала слова Солов'я недостовірною суспільно значущою інформацією (фейком) і заявила, що вбачає в них адміністративне правопорушення, що передбачає штраф до 100 тис. рублів.
У серпні 2020 року Соловей через YouTube і соціальні мережі закликав вийти на всеросійську акцію громадянської солідарності з протестуючими в Хабаровську, а також з республікою Комі і Архангельської областю, де «відмовляються реєструвати народних кандидатів», і з жителями Башкирії, відстоюють гору Куштау.
У вересні 2020 року Соловей був затриманий поліцією в Москві після організованої ним акції «День #змін» солідарності з протестуючими в Хабаровську і Білорусії, а також з Олексієм Навальним і політв'язнями. Її учасники без плакатів і гасел пройшли по Тверському бульвару. Через три години він був відпущений..
9 вересня 2022 року мін'юст РФ вніс до реєстру ЗМІ-іноземних агентів політолога та історика Валерія Солов'я .

## Політична заява стосовно України
Неодноразово виголошував, що вважає Крим територію РФ, на питання журналіста Ехо Москви чи буде він питати дозвіл в України на перетин кордону Криму заявив, що ні.
З початку російсько-української війни називає російські окупаційні війська на території Донецької та Луганської області України «ополченцями». А російську окупаційну адміністрацію на території Донецької та Луганської області України «донецькою та луганською республіками».

## Телеграм-канал "Генерал СВР"
За версією багатьох ЗМІ є власником телеграм-каналу "Генерал СВР", в якому 25 жовтня 2023 року повідомили про смерть президента Росії Володимира Путіна. Повідомлення викликало масу негативних відгуків як у мережі, так і в ЗМІ. Згодом Валерій Соловей особисто неодноразово підтверджував цю гіпотезу.

## Родина
Одружений, є син Павло.
Сестра — Тетяна Дмитрівна Соловей. У 1985 році закінчила історичний факультет МДУ, з 1987 року працює там же. У 2005 році захистила у Московському педагогічному державному університеті дисертацію на здобуття наукового ступеня доктора історичних наук на тему «історична еволюція державної політики щодо гуманітарних наук у Росії: XIX — початок XXI ст.». Має спільні публікації з Валерієм Солов'єм. Лауреат Національної премії «Кращі книги та видавництва — 2009» Російського біографічного інституту, Російської державної бібліотеки, «Літературної газети» і культурно-просвітницького центру «Орден». Наукові інтереси: історіографія, історія етнології, ідентичність, Росія, націоналізм, етнографія народів Америки, доколумбові цивілізації.

## Публікації
Валерій Соловей — автор і співавтор 4 монографій, кілька десятків наукових статей з історії і політиці Росії, декількох сотень газетних публікацій.
- Соловей В.Д. Русская история: новое прочтение. — М. : АИРО-XX, 2005. — 319 с. — ISBN 5-91022-018-7.
- Соловей В.Д. Смысл, логика и форма русских революций. — М. : АИРО-XX, 2007. — 71 с. — ISBN 978-5-91022-066-3.
- Соловей В.Д. Кровь и почва русской истории. — М. : Русский Миръ, 2008. — 473 с. — ISBN 978-5-89577-088-7.
- Соловей Т.Д., Соловей В.Д. Несостоявшаяся революция. Исторические смыслы русского национализма. — Москва : Феория, 2009. — 434 с. — ISBN 978-5-287-00646-4.
- Соловей Т.Д., Соловей В.Д. Несостоявшаяся революция. — М. : АСТ : Астрель, 2011. — 541 с. — ISBN 978-5-17-072423-9.
- Соловей В.Д. Абсолютное оружие. Основы психологической войны и медиаманипулирования. — М. : Эксмо, 2015. — 320 с. — ISBN 978-5-699-83914-8.
- Соловей В. Д. Революtion! Основы революционной борьбы в современную эпоху. — М. : Эксмо, 2016. — 320 с. — (Мировая политика: Как это делается) — ISBN 978-5-699-92316-8.